# Морская изотопная стадия
Морские изотопные стадии или МИС (в англоязычной литературе MIS, marine isotope stage), также изотопно-кислородные стадии (oxygen isotope stages) или ледниковые циклы (стадии, пики) отражают изотопные вариации кислорода, наблюдаемые в морских осадочных отложениях, озёрных отложениях и ледниковых толщах. В основе выделения стадий лежит закономерное изменение соотношения между изотопами кислорода морской воды при климатических изменениях. В совокупности эти стадии формируют шкалу, которая используется как инструмент построения глобальных и межрегиональных геохронологических корреляций.

## Основы
Изменения климата приводят к изменению количества воды, запасённой в ледниках. При замерзании воды возникают эффекты фракционирования: вода, содержащая изотоп кислорода 16
O, и вода с изотопом 18
O замерзают с разной скоростью, что изменяет δ18
O (см. также δ18O) — измеряемую в промилле (‰) величину, производную от отношения 18
O/16
O. Во время холодных периодов растут ледники, они изымают воду из Мирового океана, а так как вода с 16
O переходит в лёд быстрее, чем вода с 18
O, то в Мировом океане остаётся больше 18
O, и δ18
O увеличивается. Во время тёплых периодов ледники тают и δ18
O уменьшается. Таким образом, история изменения δ18
O отражает историю изменения климата на Земле и выступает в качестве заменителя (прокси) непосредственных измерений температуры.
Историю изменения δ18
O можно извлечь из кернов ледников, пыльцы наземных растений в озёрных отложениях, или ракушек морских бентосных организмов, например, фораминифер, живущих при постоянной температуре придонной воды (±1°С) и отражающих образование или таяние ледников. Планктонные же фораминиферы «записывают» изменение температуры и солёности.

## История
Впервые морские изотопные стадии были введены Чезаре Эмилиани, который в 1955 году показал, как менялся изотопный состав кислорода с течением времени в планктонных фораминиферах из буровых кернов Карибского моря. Работа Эмилиани, в свою очередь, была продолжением исследования Гарольда Юри, выпущенном в виде статьи в 1947 году о соотношении изотопов кислорода-18 и кислорода-16 в кальците — основном химическом компоненте раковин и других твёрдых частей различных морских организмов, которое варьируется в зависимости от преобладающей температуры воды, при которой образовался минерал. Первоначально предполагалось, что изменение изотопного состава отражает изменение палеотемпературы, однако позже было установлено, что это изменение объёма льда на суше, поскольку, помимо температуры, на изотопное фракционирование влияют другие факторы (в первую очередь, приток пресных вод).

## Схема нумерации
Эмилиани предложил схему нумерации: стадии нумеруются в сторону более древних стадий (МИС 1 для голоцена), нечётные номера для тёплых стадий, чётные — для холодных. Эта схема совершенствовалась — например, были выделены подстадии MIS 5a-5e — и углублялась. После достижения начала четвертичного периода и номера 104, для более глубоких стадий Шеклтон предложил нумеровать стадии отдельно для каждой геомагнитной хроны (интервал геомагнитной полярности). Например, первая холодная стадия геомагнитной хроны Sidufjall называется Si2, а первая холодная стадия между хронами Sidufjall и Thvera называется ST2.

### Комментарии
1. ↑  Для изотопов разного веса скорости химических реакций и процессов в живых организмах и в неживой природе различаются, поэтому исходное соотношение изотопов нарушается.
2. ↑  При такой системе кодификации, хрона (интервал между хронами), начинающаяся холодной стадией, не имеет стадии с номером 1.